# Saint-Martin-d'Aubigny
Saint-Martin-d'Aubigny är en kommun i departementet Manche i regionen Normandie i norra Frankrike. Kommunen ligger i kantonen Périers som tillhör arrondissementet Coutances. År 2022 hade Saint-Martin-d'Aubigny 606 invånare.

## Befolkningsutveckling
Antalet invånare i kommunen Saint-Martin-d'Aubigny
| Referens: INSEE |